# Benoît Lengaigne
Benoît Lengaigne, né le 14 juillet 1971 à Boulogne-sur-Mer, est un économiste français et ancien directeur de l'Institut d'études politiques de Lille.

## Biographie

### Jeunesse et études
Benoît Lengaigne naît le 14 juillet 1971 et grandit à Boulogne-sur-Mer dans une famille de négociants en vin. Il obtient un baccalauréat scientifique en 1989. Après des études en classes préparatoires au lycée Faidherbe à Lille, il poursuit des études de sociologie à l'université de Lille. Une fois sa licence de sociologie obtenue en 1993 et un master en économie l'année suivante, il continue ses études en économie et obtient un diplôme d'études approfondies dans cette matière à l'université Paris-Nanterre en 1994.
Il défend une thèse d'économie à l'université de Lille en 2000 et devient docteur. Marc Fleurbaey est membre de son jury de thèse. Sa thèse s'intitule « Justice et efficience dans la théorie économique contemporaine de la société : K.J. Arrow, J.Rawls, J.F. Nash, J.C. Harsanyi » et est supervisée par Arnaud Berthoud.
Sa sœur enseigne la physique et son frère est chef d'entreprise.

### Parcours universitaire
Benoît Lengaigne commence sa carrière comme enseignant au lycée de Saint-Amand-les-Eaux. Il est nommé maître de conférences à l'université de Lille en 2004, puis à l'Institut d'études politiques de Lille en 2008.
Impliqué dans la vie de l'institut, il devient rapidement directeur des études, puis directeur adjoint en 2013. Il est coresponsable du programme « Histoire de la pensée économique et sociologique » du CLERSE, le Centre lillois d’études et de recherches sociologiques et économiques.
En 2015, il est élu directeur de l'IEP face à Florence Legros,. Il succède à Pierre Mathiot, qui dirigeait l'école depuis 2007. Il préside au grand chantier du déménagement de l'Institut dans ses nouveaux locaux du centre-ville de Lille. Il quitte ses fonctions début 2019, et est remplacé par son conseiller spécial et ancien directeur de l'IEP, Pierre Mathiot.
En 2021, il crée et dirige le premier master français dédié à la FoodTech et aux politiques de l'alimentation appelé « Boire, manger et vivre ». Le master est rapidement remarqué à l'international.
Ses thèmes de recherche sont, notamment, les théories économiques contemporaines de l’entreprise, ainsi que les théories de la justice. Il a publié des articles dans la Revue d'économie politique, dont il est membre exécutif, et dans la Revue du MAUSS.